# Ofenbach (DJ-k)
Az Ofenbach egy 2014-ben alapított francia lemezlovasduó, melynek tagjai Dorian Lauduique és César de Rummel. Párizsban élnek. Aranylemez minősítést kapott Be Mine című daluk a Billboard Dance/Mix Show Airplay slágerlistáján a 35. helyet érte el. Miután megjelentek „Around the Fire” és a „You Don't Know Me” című dalaik, olyan előadók támogatására tettek szert, mint Robin Schulz és Tiësto. Ismertek Bob Sinclar, Hyphen Hyphen és James Bay dalainak remixeiről is.
Első nagylemezük 2022. november 3-én jelent meg I címmel.